# Hemitragus
Hemitragus és un gènere d'artiodàctils de la família dels bòvids. Aquest grup, que està emparentat amb les cabres, conté una sola espècie vivent, però diverses d'extintes. L'únic representant actual del gènere és oriünd d'Àsia, però en el passat també n'hi hagué espècies europees. A banda d'aquestes espècies extintes, anteriorment s'hi classificaven dues espècies vivents que actualment es categoritzen als gèneres Nilgiritragus i Arabitragus.